# 亭江炮台
亭江炮台，位于中华人民共和国福建省福州市马尾区亭江镇亭头南般村，为一个省级文物保护单位，类型为古建筑及历史纪念建筑物，为第三批福建省文物保护单位，公布时间为1991年4月17日。
亭江炮台的历史年代为清。